# Akakios z Konstantinopole
Akakios (řecky Ὰκάκιος, latinsky Acacius; zemřel 26. listopadu 489 Konstantinopol) byl ekumenický patriarcha Konstantinopole v letech 471 až 489. Nejprve byl ředitelem sirotčince v Konstantinopoli, pak byl povýšen na patriarchální trůn jako nástupce patriarchy Gennadia I. Postavil se proti uzurpátorovi trůnu Basiliskovi (475–476) a pokračoval za císaře Zenona v tradiční politice aliance s Římem proti Alexandrii, v níž sesadil monofyzitského patriarchu Petra Monga. Uvědomil si však důležitost jednoty východních provincií, znovu ustanovil Petra Monga patriarchou a pro císaře Zenona sepsal Henotikon (482), což byl kompromis, který podle jeho názoru mohl smířit chalcedonce a monofyzity. To zřejmě vedlo k jeho odsouzení Římem (484) a akakiánskému schizmatu. Toto schizma skončilo nástupem Justina I., který v době pontifikátu papeže Hormisdase (519) Henotikon odvolal.

## Dvořan a biskup

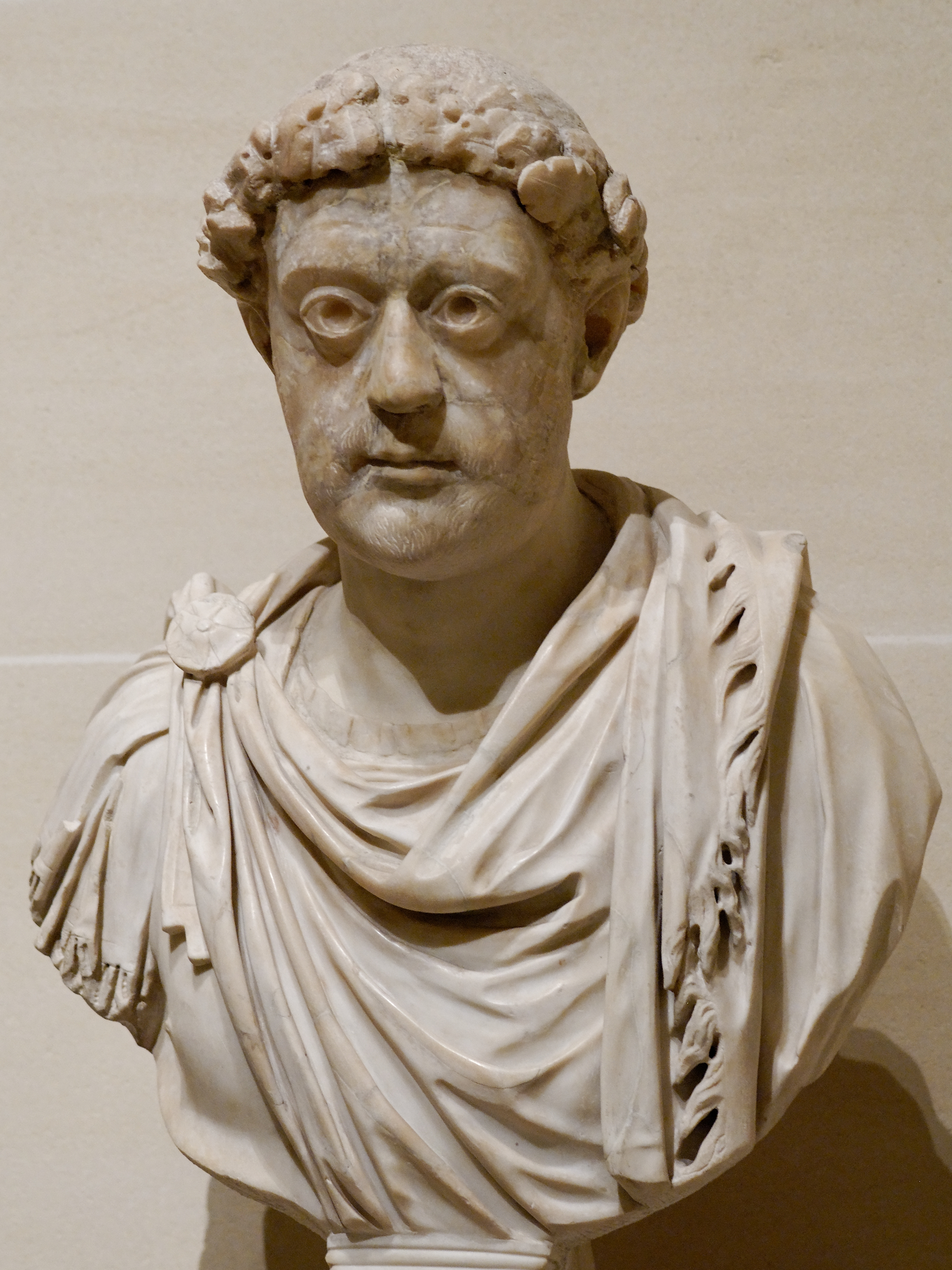
Císař Lev I.

Akakios začal svou kariéru jako orphanotrophos neboli ředitel konstantinopolského sirotčince, církevní charitativní instituce, kterou řídil s pozoruhodným úspěchem. Suda uvádí, že měl silnou a charismatickou osobnost a byl schopen obrátit každou okolnost ve svůj prospěch. Měl elegantní a vznešené chování a uměl být velkorysý; byl zdvořilý a projevoval jistou zálibu v církevní okázalosti,
Akakiův talent upoutal císaře Lva I. (vládl v letech 457 – † 474), na kterého měl Akakios silný vliv díky svým schopnostem dokonalého dvořana. To mu dalo šanci stát se nástupcem patriarchy Gennadie I. po jeho smrti v roce 471. První roky jeho patriarchátu proběhly bez incidentů, dokud se moci nechopil uzurpátor Basiliskos.

## Opozice vůči Basiliskovi a patriarchovi Elurovi
Bratr Veriny, manželky císaře Lva I., generál Flavius Basiliskos, převzal moc v roce 475, když využil neoblíbenosti Zenona, Lvova nástupce. Během své krátké vlády (475–476) si Basiliskos odcizil církev a lid Konstantinopole tím, že podporoval pozici monofyzitů proti chalcedonské ortodoxii. Tím získal sympatie obyvatel Egypta a Sýrie, ale odcizil si lid převážně chalcedonského hlavního města. Byl k tomu donucen protichalcedonským patriarchou Alexandrie Timotejem Elurem, který tehdy sídlil v hlavním městě císařství. Tomu se podařilo přesvědčit Basiliska, aby vydal výnos odsuzující učení chalcedonského koncilu.
Zpočátku se zdálo, že Akakios se zdráhavě připojí k přibližně 700 asijským biskupům, kteří výnos podepsali. Ale varován dopisem papeže Simplicia (vládl 468 až 483) a informován stranou mnichů se energicky vrhl do sporu. Připojil se k hnutí vedenému Danielem Stylitou, který sestoupil ze svého sloupu, aby bojoval proti Eutychově teorii o vtělení. Tato změna postoje mu vynesla podporu obyvatel hlavního města i mnišské strany Východu. Brzy mu nový dopis papeže Simplicia, který mu blahopřál k jeho horlivosti, ukázal, že se rozhodl správně,
Basiliskos se cítil poražen a pokusil se, ale příliš pozdě, obnovit pravověří: Císař Zenon (vládl 474 – počátek 475 a 476–491) získal svůj trůn zpět prakticky bez odporu. Traduje se, že to byl sám Akakios, kdo vydal Zenónovi Basiliska, který hledal útočiště v kostele. Na krátkou dobu se vrátil mír; papež, císař i patriarcha spojili své úsilí v boji proti monofyzitům.

## Boj proti Petru Mongovi a Janu Talaiovi

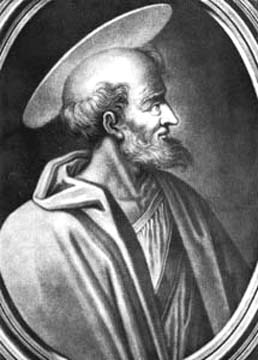
Papež Simplicius

V Antiochii nechal císař Zeno sesadit monofyzitského patriarchu Petra Fulla. Jeho nástupce Štěpán byl zavražděn a nahrazen Calendionem. Ten byl vysvěcen v Konstantinopoli Akakiem, ale stolec se mu podařilo získat pouze díky armádě. V Alexandrii, Timoteus Elure zemřel 31. července 477 a týž den ho nahradil Petr Mongos, také monofysita. Papež proti tomuto jmenování protestoval. Císař Zenon násilím 4. září znovu nastolil pravověrného Timoteje Salofakiola, kterého monofysité svrhli roku 475; Petr musel odejít do exilu. O šest let později Salofakiolos vycítil, že se blíží jeho konec a vyslal dalšího chalcedonce, Jana Talaiu, do Konstantinopole, aby mu zajistil císařovu podporu. Akakius se postavil na stranu Petra Monga, který tvrdil, že je schopen sjednotit chalcedonce a monofysity.
Patriarcha Akakius viděl v těchto událostech příležitost, na kterou dlouho čekal, aby si přivlastnil prvenství a jurisdikci nad všemi církvemi Východu, a tak se osvobodil nejen od Alexandrie, Antiochie a Jeruzaléma, ale i Říma. Poté, co se stal pravou rukou císaře Zenona, navrhl i přes rozhodný odpor papeže, aby se vládce postavil na stranu Petra Monga, a vyslal své legáty, aby připravili sněm všech církví Východu.

## Henotikona akakiovské schizma
V roce 482 patriarcha na žádost císaře Zenona sepsal text Henotikon (Zákon o sjednocení), který měl být jak krédem, tak kompromisem přijatelným pro monofyzity i pro pravověrné křesťany. Text byl vyhlášen bez souhlasu papeže nebo synodu biskupů. Všichni biskupové Východu ho museli podepsat pod trestem sesazení a vyhnanství. V podstatě se skládal ze tří bodů:
- odsoudil teze Eutycha a Nestoria;
- výslovně schválil dvanáct anathem Cyrila Alexandrijského;
- ale ignoroval chalcedonské učení a jednoduše tvrdil, že Ježíš Kristus je „jediný Syn Boží... jeden, a ne dva", aniž by se odkazovalo na Kristovu dvojí přirozenost[10][3][6]

Petr Mongos přijal Henotikon, ve kterém viděl akt anulování chalcedonského koncilu, a byl potvrzen na svém stolci. Na druhé straně Jan Talaios dekret odmítl a uchýlil se do Říma, kde jeho věc energicky podporoval papež Simplicius, který naléhal na patriarchu Akakia, aby zastavil šíření kacířství, zejména v Alexandrii. Akakius na tyto dopisy nereagoval a papež Simplicius krátce nato zemřel.
Jeho nástupce Felix III. (papež 483 – † 492) v předchůdcově úsilí pokračoval a vyslal dva biskupy, Vitalise a Misena, do Konstantinopole s dopisy určenými císařovi a patriarchovi, na kterém požadoval, aby se šel do Říma zodpovídat z obvinění vznesených proti němu Talaiem. Akakiovo kouzlo však znovu zafungovalo a oba biskupové byli spatřeni, jak přijímají z jeho rukou eucharistii. S ostudou se museli roku 484 vrátit do Itálie.
Tam byli okamžitě sesazeni a odsouzeni; Petr Mongos byl znovu anathematizován, zatímco Akakios byl papežem odsouzen za to, že se provinil proti Duchu svatému a apoštolské autoritě (Habe ergo cum his... partem S. Spiritus judicio et apostolica auctoritate damnatus), a proto exkomunikován (nunquamque anathematis vinculis).
Do Konstantinopole byl vyslán další prelát jménem Titus, aby osobně doručil dvojí exkomunikaci. Ale Titus stejně jako jeho předchůdci také propadl Akakiově zvláštnímu magnetismu a změnil strany. Patriarcha nejen odmítl papežovy dopisy přijmout, ale navíc reagoval vymazáním Felixova jména z konstantinopolských diptychů, seznamů osob umístěných na oltářích, za něž se kněží modlí při bohoslužbě. Papežovy hrozby neměly žádný účinek, většina východních křesťanů zůstala ve spojení s konstantinopolským patriarchou.
Talaios bitvu vzdal a stal se biskupem v Nole, zatímco císař a jeho patriarcha zesílili svůj tlak, aby byl Henotikon přijat na celém Východě. Podle různých (pravděpodobně zaujatých) zdrojů se Akakius věnoval i násilným akcím proti svým starým nepřátelům mnichům. Osobní odsouzení papežem bylo obnoveno, tentokrát ve jménu chalcedonského koncilu, takže schizma bylo v roce 485 dokonáno. Akakius zemřel (prý nekajícně) v roce 489; krátce poté jej následovali Petr Mongos v roce 490 a císař Zenon v roce 491.

## Ukončení schizmatu
Pontifikát Akakiova nástupce Frabitase trval jen několik měsíců, od prosince 489 do března 490. Při svém nástupu rozeslal synodický dopis; nový patriarcha takový dopis zpravidla posílal svým kolegům, a v podstatě šlo o vyznání víry. To neuspokojilo ani papeže, ani Petra Monga; Frabitas zemřel, aniž by dostal odpověď. Jeho nástupce Eufemios, zastánce chalcedonského koncilu, se rozešel s alexandrijským patriarchou, který přijal Henotikon. Akakiovo dílo se už začínalo hroutit. Papež byl nekompromisní: požadoval nejen zrušení Henotikonu, ale také odstranění Akakia z diptychů jako kacíře, což bylo velmi choulostivé v Konstantinopoli, kde žili lidé pokřtění nebo vysvěcení Akakiem.
Císař Zenon zemřel 9. dubna 491. Jako jeho nástupce byl vybrán muž zbožný, Anastasios, který sympatizoval s monofyzity, a proto byl vůči patriarchovi podezřívavý. Nepřátelství bylo vzájemné a patriarcha odmítl korunovat císaře, pokud ten nepodepíše dokument, kterým by se zavázal zachovávat víru a učení Chalcedonu. Na jaře roku 496 se císaři podařilo shromáždit v hlavním městě synodu biskupů, která Eufemia sesadila. Ten musel odejít do vyhnanství do Pontu, kde zemřel roku 515.
Eufemiův nástupce Makedonios II. při své intronizaci musel výslovně potvrdit Henotikon, což vyvolalo nepřátelství příznivců chalcedonského koncilu. Několik měsíců po svém nástupu však svolal synodu, která znovu slavnostně potvrdila platnost chalcedonského koncilu; toto gesto však neusmířilo ani papeže, ani mnichy tradičně věrné Chalcedonu, ani císaře.
Na začátku své vlády se císař Anastasios, věrný svému slibu, snažil zachovat přísnou neutralitu mezi oběma tábory. Ale tváří v tvář agitaci, která se šířila do Sýrie a Palestiny, se jeho monofyzitské sympatie staly zjevnějšími a jeho vztahy s patriarchou byly stále napjatější. Na jeho popud sněm svolaný v roce 511 sesadil patriarchu, který byl odvezen na stejné místo vyhnanství jako jeho předchůdce. Napřesrok přišel na řadu antiochijský patriarcha Flavian a v roce 516 patriarcha jeruzalémský Eliáš. V roce 515 papež Hormisdas vyhlásil tato sesazení za nezákonná a nadále požadoval odsouzení Akakia.
Vše se změnilo s nástupem císaře Justina I. (vládl 518 – † 527), horlivého přívržence Chalcedonu. Jakmile se dostal k moci, svolal radu asi čtyřiceti místních biskupů, kteří znovu potvrdili věrnost chalcedonské doktríně a požádali patriarchu Jana II., aby s papežem Hormisdasem vyjednal konec schizmatu. Sám Justinus vyslal svého tajemníka Gratia, aby vyjednával s papežem a 28. března 519 odvolal Henotikon; jména Akakia a jeho čtyř nástupců byla odstraněna z diptychů  stejně jako jména císařů Zenona a Anastasia. Císař stál na straně Říma, který triumfoval na celé čáře. Akakiánské schizma skončilo.

### Primární prameny
- Anonyme, Les regestes des actes du Patriarcat de Constantinople, nos. 148–172. Paris, ed. V. Grumel, V. Laurent, J. Darrouzès. 2 vols., 1932–1970
- Évrage, Histoire de l’Église écrite par Théodoret et par Évagre, traduite par Louis Cousin, 1676 [lire en ligne [archive] (page consultée le 10 juillet 2015)]
- Mansi, Sacrorum conciliorum, nova et amplissima collectio, Florence, 1742. Pour les lettres des papes Simplice et Félix, voir VII, 976 1176; Epp. Simplicii, Papae, LVIII, 4160; Epp. Felicis. Papae, ibid. 893 967
- Procope de Césarée, Histoire de la guerre des Vandales
- Theophanes, The Chronicle of Theophanes Confessor. Byzantine and Near Eastern history AD 284–813, traduit et commenté par Cyril Mango et Roger Scott, Oxford, 1997

### Sekundární prameny
- Cornelius Clifford, « Acacius, Patriarch of Constantinople », Catholic Encyclopedia, Robert Appleton Company, 1907 (lire en ligne [archive], consulté le 10 juillet 2015)
- A. H. M. Jones, The Later Roman Empire, 284–602, vol. 1, Baltimore, Johns Hopkins University Press, 1986 (1re éd. Basil Blakwell, 1964) ISBN 0-8018-3285-3
- Alexander Kazhdan (dir.), Oxford Dictionary of Byzantium, New York et Oxford, Oxford University Press, 1991, 1re éd., 3 tom. ISBN 978-0-19-504652-6 et 0-19-504652-8, LCCN 90023208)
- Cécile Morrisson, Le Monde byzantin, vol. I : L’Empire romain d’Orient (330–641), Paris, Presses universitaires de France, 2004 (réimpr. 2006) ISBN 2-13-052006-5
- John Julius Norwich, Byzantium, the Early Centuries, New York, Alfred A. Knopf, 1989 ISBN 0-394-53778-5
- Georges Ostrogorsky, Histoire de l’État byzantin, Paris, Payot, 1983 ISBN 2-228-07061-0
- Warren Treadgold, A History of the Byzantine State and Society, Stratford, University of Stanford Press, 1997 ISBN 0-8047-2630-2
- B. F. Westcott, « Acacius, Patriarch of Constantinople », dans Henry Wace (dir.), Dictionary of Christian Biography and Literature to the End of the Sixth Century A.D., with an Account of the Principal Sects and Heresies, Londres, John Murray, 1911, 3e éd. (lire en ligne [archive]).